# FAX +49-69/450464
FAX +49-69/450464 oder kurz Fax Records war ein deutsches Musiklabel, das vom Produzenten Peter Kuhlmann bis zu dessen Tod im November 2012 betrieben wurde.
Das Label diente überwiegend als Plattform für Kuhlmanns eigene Werke aus den Bereichen Ambient und Techno. Auf Fax und den angegliederten Sublabels erschienen weit über 500 verschiedene Alben und Singles. Neben den Soloalben des Labelgründers waren darunter auch zahlreiche Kollaborationen von Kuhlmann mit Musikern wie Uwe Schmidt, Pascal Dardoufas, Sylvie Marks, Mixmaster Morris, Maik Maurice Diehl, Klaus Schulze, David Moufang, Martin Schopf, Robert Görl, Peter Prochir, Karl Berger, Dag Lerner, Wolfram Spyra, Gabriel Le Mar, Geir Jenssen oder Richie Hawtin. Außerdem wurden Alben der Künstler Bill Laswell, Tetsu Inoue, Jochem Paap, Anthony Rother, Steve Stoll, Thomas P. Heckmann, Oskar Sala und The Higher Intelligence Agency veröffentlicht.

## Geschichte
Das Label wurde 1992 von Kuhlmann in Frankfurt gegründet. Der Labelname stellt die Faxnummer aus der Kontaktadresse des Labels dar. 
Als erste Veröffentlichung erschien am 12. Oktober 1992 die 12″-Single True Colours des gleichnamigen House-Projekts, dass neben Kuhlmann aus Pascal Dardoufas und Hans Jörg Nonn bestand. Von Beginn an sorgte Kuhlmann für einen extrem hohen Output von oftmals mehreren Singles pro Woche. Nach Kritik an dieser Veröffentlichungsstrategie unter anderem von Sven Väth, der Kuhlmann vorwarf, er würde „die Musik kaputtmachen“, wurde die Frequenz der Veröffentlichungen etwas reduziert.
In den ersten beiden Jahren erschienen überwiegend Singles. Nach der Veröffentlichung des Albums Air II im Jahr 1994 verlagerte sich der Fokus auf die Produktion von kompletten Alben im CD-Format, die auf 1000 Kopien limitiert wurden.
Nicht zuletzt aufgrund der starken Limitierung sind die Platten unter Sammlern extrem beliebt und erzielen zum Beispiel bei eBay Preise von bis zu 230 Euro.
Im Jahr 1997 zog das Label samt Studio von Frankfurt-Bornheim ins rheinland-pfälzische Traben-Trarbach um. Kuhlmann sah in Fax jedoch nach wie vor ein „Frankfurter Label“.